# 布萊克胡夫鎮區 (明尼蘇達州卡爾頓縣)
布萊克胡夫鎮區（英語：Blackhoof Township）是位於美國明尼蘇達州卡爾頓縣的一個行政鎮區。

## 地方資料
布萊克胡夫鎮區的面積為94.40平方千米，當中陸地面積為93.20平方千米，而水域面積為1.20平方千米。根據2020年美國人口普查的數據，當地共有人口985人，而人口密度為每平方千米10.43人。